# Xgħajra Tornadoes Football Club
Le Xghajra Tornadoes Football Club est un club maltais de football basé à Xghajra.
Le club évolue en première division pendant deux saisons : en 1997-1998, puis en 2000-2001.

## Historique
- 1985 : fondation du club